# Wydawnictwo Przegląd Koniński
Wydawnictwo Przegląd Koniński – wydawnictwo prasowe, założone przed 1994 rokiem.

## Publikacje
- tygodniki:
  - „Przegląd Koniński” (od 2000 roku[3]),
  - „Przegląd Kolski”[4],
  - „Echo Turku”[4].

Ponadto wydawnictwo publikuje książki, albumy i foldery o charakterze lokalnym, wydało np. broszurę Pielgrzym licheński w 1993 roku.